# Brankciems
Brankciems es un barrio de la ciudad de Jūrmala, Letonia.

## Superficie
Posee una superficie de 1,3 kilómetros cuadrados (130 hectáreas).

## Población
Hasta 2008 presentaba una población de 12 habitantes, con una densidad de población de 9,2 habitantes por kilómetro cuadrado.